# Darren Bennett
Darren Bennett (Sydney, 9 gennaio 1965) è un ex giocatore di football australiano ed ex giocatore di football americano australiano che ha giocato nel ruolo di punter nella National Football League (NFL).

## Carriera professionistica
Bennett si sposò nel 1993 e andò in luna di miele in California, dove contattò lo staff dei San Diego Chargers per un provino che impressionò a tal punto la squadra da tenerlo nella squadra di allenamento per la stagione 1994, anche se non scese in campo. Nel 1995 terminò secondo nella lega per yard nette guadagnate su punt, venendo convocato per il Pro Bowl e imponendosi come uno dei migliori punter della lega anche nelle stagioni successive. Nel 2004 firmò come free agent coi Minnesota Vikings, con cui rimase per due stagioni prima di ritirarsi. Nel 2012, Bennett fu inserito nella San Diego Chargers Hall of Fame.

## Palmarès
- (2) Pro Bowl (1995, 2000)
- (3) First-team All-Pro (1995, 1996, 2000)
- Formazione ideale della NFL degli anni 1990
- San Diego Chargers Hall of Fame
- Formazione ideale del 40º anniversario dei San Diego Chargers
- Formazione ideale del 50º anniversario dei San Diego Chargers

## Statistiche
| Punt  | 836    |
| Yard  | 36.316 |
| Media | 43,4   |